# Nihon Ad Systems
Nihon Ad Systems inc. (日本アドシステムズ?, Nihon Ado Shisutemuzu) o NAS abbreviato, è uno studio di animazione giapponese fondato il 1º ottobre 1975. "Ad" nel nome "Nihon Ad Systems" è l'abbreviazione di "Animation Development". NAS detiene anche una agenzia pubblicitaria, che è l'Asatsu-DK.

## Produzioni

### Anime
- Akazukin Chacha
- Amdriver
- Beast Wars II
- Beast Wars Neo
- Bem il mostro umano (Remake 2006)
- Bomberman Jetters
- Captain Tsubasa J
- Masō kishin Cybuster
- Dragon Drive
- Eyeshield 21
- Full Moon o Sagashite
- Fruits Basket
- Keroro
- Kotenkotenko
- Medarot
- Neon Genesis Evangelion
- Onmyou Taisenki
- Pluster World
- Rossana
- The Prince of Tennis
- Transformers: Robots in Disguise
- Shaman King
- Twin Princess - Principesse gemelle
- Webdiver
- Wedding Peach
- Yu-Gi-Oh! Duel Monsters
- Yu-Gi-Oh! GX
- Yu-Gi-Oh! 5D's
- Yu-Gi-Oh! Zexal

### OVA
- Akazukin Chacha

### Film
- Beast Wars II The Movie
- Fatal Fury: The Motion Picture
- The Prince of Tennis
- Yu-Gi-Oh! - Il film

### Musical
- Akazukin Chacha
- The Prince of Tennis

### Manga
- 8 man Infinity
- Fushigiboshi no futago-hime
- Hidemaru the soccer boy